# Rachel Cuschieri
Rachel Cuschieri (26 april 1992) is een Maltees voetbalspeelster.
In 2011 en 2012 was Cuschieri female player of the year in Malta.
In 2014 was zij de eerste Malteser speelster die professional werd. Op 22-jarige leeftijd ging ze spelen voor het Cypriotische Apollon LFC.
Sinds 27 november 2018 komt zij uit voor PSV in de Nederlandse Eredivisie Vrouwen. 

## Statistieken
| Seizoen | Club   | Land      | Competitie | Wedstrijden | Doelpunten |
| ------- | ------ | --------- | ---------- | ----------- | ---------- |
| 2018/19 | PSV    | Nederland | Eredivisie | 4           | 1          |
| 2019/20 | PSV    | Nederland | Eredivisie | 7           | 1          |
| Totaal  | Totaal | Totaal    | Totaal     | 11          | 2          |

Laatste update: januari 2020

## Interlands
Cuschieri komt uit voor het nationale team van Malta.

## Privé
Cuschieri heeft vier broers, en begon op vijfjarige leeftijd met voetbal bij San Gwann Nursery.